# Philippe Pinel
Philippe Pinel (Jonquières, Tarn megye, 1745. április 20. – Párizs, 1826. október 25.) francia orvos, pszichiáter, pszichológus. Hozzájárult ahhoz, hogy a pszichiátriai gondozottak ellátása és felügyelete egy humánusabb pszichológiai megközelítés alá kerüljön, ma ezt morális terápiának hívjuk. Ezen kívül említésre méltó munkássága a mentális betegségek osztályozásában is. Egyesek a modern pszichiátria és pszichológia „atyjának” tartják.

## Korai évek
Pinel Saint-André hegyeiben született, Tarn megyében, orvosok fia és unokaöccseként. Miután megszerezte orvosi diplomáját Toulouse-ban, további 4 éven keresztül a Montpellier-i Orvostudományi Karon tanult. Párizsban (1778-tól) 
15 éven át úgy kereste kenyerét, mint író, fordító és szerkesztő, mert a régi rezsim korlátozó rendelkezései megakadályozták abban, hogy praktizálhasson a fővárosban, ugyanis a párizsi kar nem ismert el egy olyan diplomát, mely egy olyan provinciális egyetemről származott, mint Toulouse. Kétszer is elbukott egy versenyen, mely pénzjutalommal járt volna, amiből folytatni tudta volna tanulmányait. A második verseny alkalmával a zsűri kiemelte „fájdalmas” középszerűségét az orvostudományok területén. Ez az értékelés látszólag teljes mértékben összeférhetetlen a későbbi intellektuális teljesítményével, aminek politikai vonatkozásai is voltak.
Csüggedésében Pinel az Amerikába való emigráláson gondolkozott. 1784-ben a szerkesztője lett a nem túl tekintélyes orvosi folyóiratnak, a Gazette de santé-nak, ami egy négyoldalas hetilap volt. Pinel ismert volt a természettudósok között is, mint a Journal de physique rendszeres publikálója. Matematikát tanult és franciára fordított orvosi műveket, és részt vett botanikai expedíciókban is.
Ekkortájt kezdett el kialakulni intenzív érdeklődése a mentális betegségek tanulmányozása iránt. Az ösztönzés személyes indíttatású volt. Egy barátja „idegi melankóliában” szenvedett, mely „mániává fajult” és végül öngyilkosságba torkollott. A rossz kezelésből adódó értelmetlen tragédia sokáig kísértette Pinelt. Ez oda vezetett, hogy munkát keresett az egyik legismertebb elmebetegek kezelésére specializálódott magánszanatóriumban, Párizsban. Öt évig maradt itt a forradalmat megelőzően, elmebetegekről való megfigyeléseket gyűjtve és elkezdve kifejteni véleményét az elmebetegség természetét és kezelését illetően.
Pinel ideológus volt, de Condillac apát tanítványa. Emellett klinikus is volt, aki hitt abban, hogy az orvosi igazság a klinikai tapasztalatból származik. Hippokratészt tartotta a követendő példának.
Az 1780-as években Pinel meghívást kapott, hogy csatlakozzon Madame Helvétius (Anne-Catherine de Ligniville Helvétius /1720-1800/) szalonjába. Pinel szimpatizált a francia forradalommal. A forradalom után, barátai, akikkel Madame Helvétius szalonjában találkozott jutottak hatalomra. 1793 augusztusában Pinelt kinevezték „physician of the infirmeries”-nek a Bicêtre Kórházban. Abban az időben mintegy 4000 fogvatartott férfinak- bűnözőknek, kisstílű rablóknak, szifiliszeseknek, nyugdíjasoknak és kb. 200 mentális problémában szenvedő betegnek adott otthont a kórház. Pinel pártfogói azt remélték, hogy kinevezése terápiás kezdeményezésekhez fog vezetni. Pinelt a magánszanatóriumban szerzett tapasztalatai tették megfelelő jelöltté erre a feladatra.

## A Bicêtre és a Salpêtrière
Nem sokkal a Bicêtre-beli kinevezése után Pinel érdeklődni kezdett a hetedik kórterem iránt, amelyben 200 mentális betegségben szenvedő férfit tartottak. Megkérték, hogy készítsen jelentést ezekről a bentlakókról. Néhány nappal később egy megjegyzéseket tartalmazó táblázatot kapott Jean-Baptiste Pussin (1745-1811) „kormányzótól.” Az 1770-es években Pussint sikeresen kezelték görvélykórral a Bicêtre-ben, majd a bevett szokást követve végül feleségével Marguerite Jubline-nel együtt ő is a hospice részleg személyzetének tagja lett.
Pussin kiemelkedő tehetségét megbecsülve, Pinel gyakorlatilag az iskolázatlan, de tapasztalt férfi tanítványának tartotta magát. Célja az volt, hogy gazdagítsa a mentális betegségekkel kapcsolatos orvosi elméleteket az összes lehetséges betekintéssel, melyet az empirikus megközelítés biztosít. Amit Pinel megfigyelt, az egy szigorú, erőszakmentes, nem orvosi kezelése volt a mentális betegeknek, amit morálterápiának vagy morális gondozásnak neveztek el, bár lehet, hogy a pszichológiai pontosabb kifejezés.

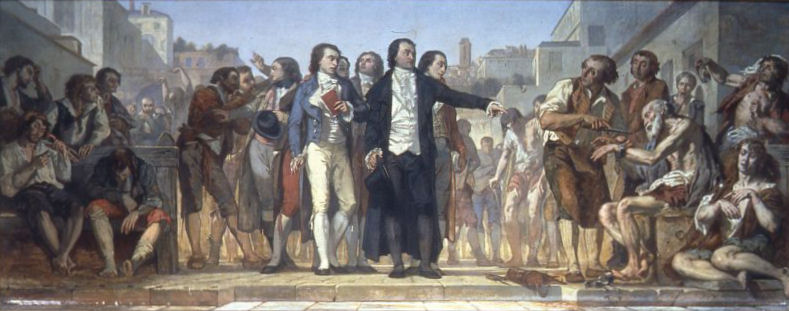
Pinel megszabadítja az őrülteket láncaiktól

Bár Pinel mindig megadta a megérdemelt bizalmat Pussin-nek, egy legenda született arról, hogy Pinel egyedül szabadította fel az elmebetegeket a Bicêtre-ben. Erről a legendáról számos festmény, lenyomat emlékezett meg, és még a tankönyvekben is említésre került, 200 éves fennállása alatt. Valójában Pussin volt az, aki a bilincseket (vagy a néha használt kényszerzubbonyokat) levetette a Bicêtre-ben ápoltakról 1797-ben, miután Pinel elhagyta azt és a Salpêtrière-be tért. Pinel 3 évvel később eltávolította a Salpêtrière-ben ápoltak láncait, azt követően, hogy Pussin csatlakozott hozzá. Egyesek szerint a Bicêtre mítoszt valójában szándékosan alkotta meg saját fia, Scipion Pinel; apjának leghíresebb tanítványával Esquirollal közösen. Az érvelés szerint, ők „szolidisták” voltak, ami valami olyasmit jelentett, ami hasonló a biológiai pszichiátriához, de az agyi betegségekre koncentrál, és mentes Pinel pszichológiai folyamatokra való összpontosításától. Ráadásul, Philippe-pel ellentétben mindketten rojalisták voltak.
Amíg Pinel Bicêtre-ben dolgozott, vérzéseket szüntetett meg, tisztítással és hólyagokkal foglalkozott, egy olyan terápia javára, mely a pácienssel való szoros kapcsolatot és a betegek óvatos megfigyelését is magába foglalja. Pinel gyakran naponta többször is meglátogatta minden egyes páciensét, és két éven keresztül gondos feljegyzéseket készített.  Hosszú beszélgetéseket folytatott velük. Célja az volt, hogy összeállítson egy részletes esettanulmányt és leírja biológiai eredetét és lefolyását a páciensek betegségeinek.
1795-ben Pinel lett a Hospice de la Salpêtrière főorvosa, és ezt a posztját élete végéig megtartotta. A Salpêtrière abban az időben, olyan volt, mint egy hatalmas falu: 700 idős, rászoruló és betegeskedő nővel, megcsontosodott bürokráciával, egy nyüzsgő piaccal és hatalmas ápolókkal. Pinel-nek hiányzott Pussin, ezért 1802-ben biztosította áthelyezését a Salpêtrière-be. Feljegyezték, hogy a Pinel elvállata a mindennapi ellátás nagy részét és a Salpêtrière-beli betegek megértését, és emiatt gyakorivá váltak a hatalmi harcok Pinel és az ápolók között.
Pinel létrehozott egy oltási klinikát 1799-ben, a Salpêtrière-ben töltött szolgálati ideje alatt, és az első oltásokra Párizsban került sor 1800 áprilisában.

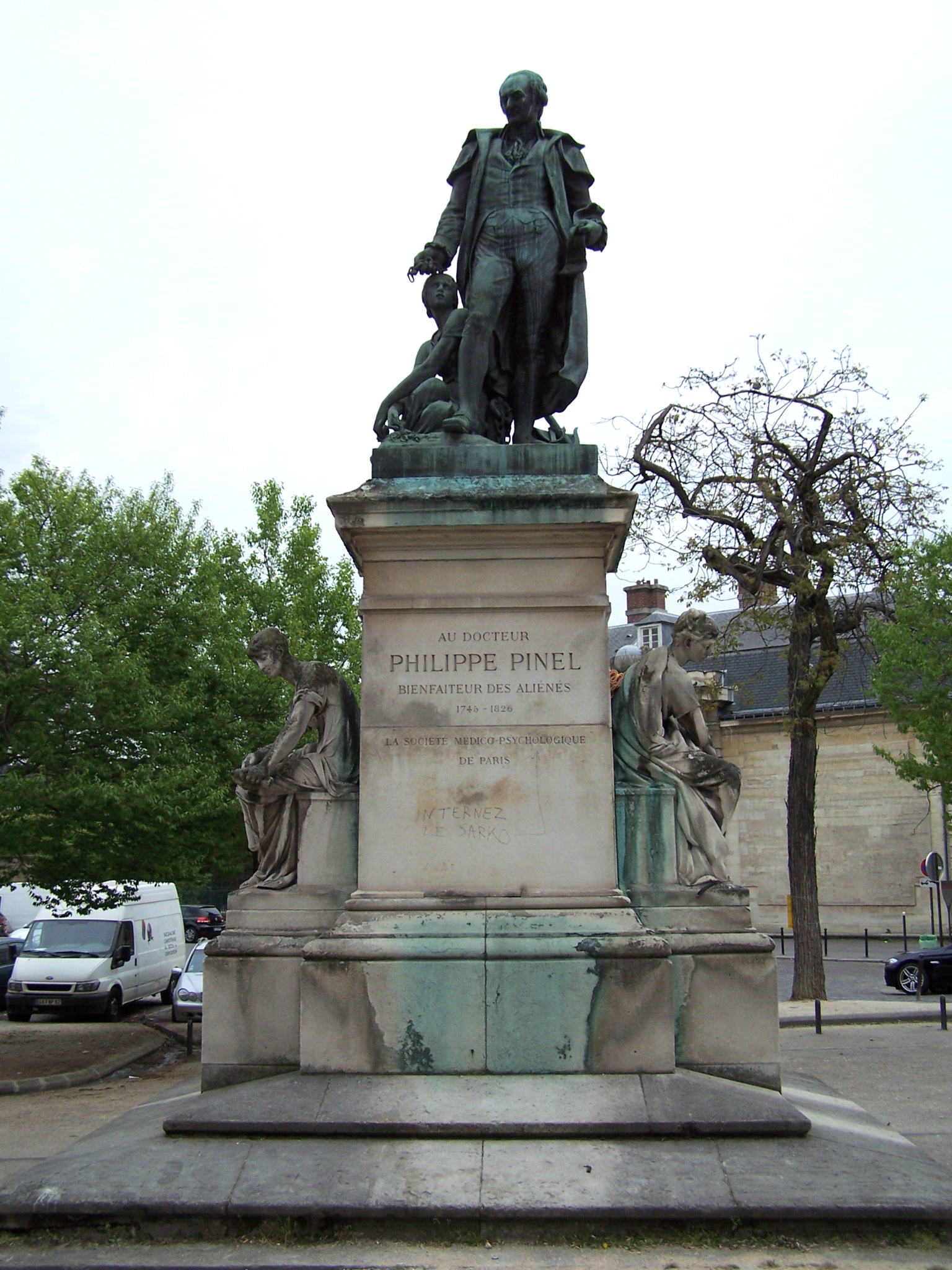
Emlékműve Párizsban

1795-ben Pinelt kinevezték az orvosi patológia professzorának, és 20 éven keresztül ezt a kinevezést is birtokolta. Rövid időre azonban elbocsátották ebből a pozícióból 1822-ben, 10 másik professzorral együtt, politikai liberalizmus gyanújával, de hamarosan ismét visszakapta professzori címét.
Pinel tiszteletére ma egy szobor áll a Salpêtrière előtt.

## Publikációk
Az 1794-ben publikált esszéjét (’Memoir on Madness’=Jegyzetek az őrültségről) a modern pszichiátria alapszövegének tartják. Esszéjében Pinel rámutat arra, hogy az őrültség nem minden esetben tart örökké, és humanitáriusabb elmegyógyintézeti gyakorlatot, kezelésmódokat javasol.
1798-ban megjelent Nosographie philosophique ou méthode de l'analyse appliquée à la médecine című könyve, melyben az elmebetegségek hiteles osztályozását foglalta össze. Annak ellenére, hogy Pinelt a pszichiátria egyik alapító atyjának tartják, ez a könyve a 18. század utolsó nagy nozológusává is emelte őt. Nozológiája még most is naprakész és alkalmazható rendszerezést tartalmaz, mely annyira népszerű volt abban az időben, hogy 1798 és 1818 között hat kiadást ért meg. Pinel nozológiáját William Cullen elképzeléseire alapozta, ugyanazokat a biológiai-ihletésű terminológiákat használva (például „faj”). A Pinel által készített mentális betegségek osztályozása leegyszerűsítette Cullen „neurózisát” négy alapvető mentális betegségtípusra: *melankólia;
- mánia (őrület);
- demencia;
- idiotizmus.

Későbbi kiadásokban megtalálható még egy típus a „részleges őrület”, amikor úgy tűnik, hogy inkább csak az érzelmek érintettek, mint a gondolkodási képesség.
Traité médico-philosophique sur l'aliénation mentale; ou la manie című könyve 1801-ben jelent meg, melyben Pinel megvitatja pszichológiai irányultságú megközelítését. Ezt a könyvet David Daniel Davis fordította angolra Treatise on Insanity (=Értekezés az elmebajról) címmel 1806-ban, azonban D. D. Davis Pinel bevezetője helyett a sajátját jelentette meg, kihagyva így többek között Pinel Alexander Crichtonnak szánt dicséretét is. Pinel könyve óriási befolyással bírt mind a francia, mind az anglo-amerikai pszichiáterekre a 19. században. Az elidegenülés fogalma alatt azt értette, amikor a páciens idegennek (’alienus’) érzi magát a ’normális’ világban. Egy együtt-érző terapeuta, aki ebben a világban él, talán képes lehet arra, hogy a páciens élményei között utazzon és megértse az ’elidegenülteket’, a nyelvüket és vissza tudja vezetni őket a társadalomba.
1802-ben megjelent Pinel La Médecine Clinique című műve, mely a Salpêtrière-ben szerzett tapasztalataian alapult és e művében kibővítette előző könyvét, mely a betegségek osztályozásáról szólt.
Pinelt 1804-ben megválasztották az Académie des Sciences tagjának, illetve az Académie de Médecine-nek is tagja volt az alapításától kezdve egészen 1820-ig. Pinel végül Párizsban halt meg 1826-ban.

#### Kötetei magyarországi könyvtárakban
Kötetei eredeti francia nyelvű kiadásokban, de leginkább német nyelvű fordításban lelhetők fel közkönyvtárainkban. La Médecine Clinique című munkájának 1815-ös kiadása hozzáférhető a Semmelweis Egyetem könyvtárában. (La médecine clinique : Rendue plus précise et plus exacte par l'application de l'analyse, ou recueil et résultat d'observations sur les Maladies aiguës faites a la Salpétriere / Philippe Pinel. Paris : Brosson, 1815. XXIV, 553 p.). Műveinek magyar nyelvű fordításáról nincs tudomásunk.

## Klinikai megközelítés

### Pszichológiai felfogása
A központi és mindenütt jelen lévő téma Pinel megközelítésében az etiológiához és a kezeléshez a moralitás volt, ami azt jelenti, hogy emocionális vagy pszichológiai, nem etikai. Megfigyelte és dokumentálta az emberi tapasztalat, viselkedés finomságait és árnyalatait, melyek alapján az embert olyan szociális állatokként írta le, akiknek képzeletük is van.
Beszélt fösvénységről, büszkeségről, barátságról, bigottságról, elismerés utáni vágyról és hiúságról. Megfigyelte, hogy a szeretet haraggá és kétségbeeséssé alakulhat, és, hogy a hirtelen jelentkező súlyos élettörténeti fordulatok mániát vagy elidegenedést okozhatnak. Emellett azonosított számos hajlamosító pszichoszociális faktort, mint például a boldogtalan párkapcsolat, mely fanatizmushoz, vallási félelmekhez, erőszakos cselekedetekhez vezethet.

### Kezelési módszerek
Pinel inkább a kifejlődőben lévő specifikus terápiás technikákban hitt, mint az általános koncepciókban és fogalmakban. Részt vett a terápiás beszélgetésekben, azért, hogy megszüntesse a páciensek téveszméit. Felajánlotta jóindulatú támogatását és bátorítását a pácienseknek; bár azokat, akik tartósan ellenálltak vagy bajt okoztak börtön és büntetés fenyegette, ha nem tudták kontrollálni magukat.
Pinel úgy érvelt, hogy a pszichológiai beavatkozást az egyénhez kell hozzáigazítani, ahelyett, hogy kizárólag egy diagnosztikai kategóriára alapozná azt az orvos. Ugyanakkor figyelembe kell venni az egyéni élettörténetet is, és annak kontextusában kell megalkotni a diagnózist. Azt is megjegyezte, hogy „az elmebetegségek kezelése anélkül, hogy figyelembe vennénk az egyéni sajátosságokat felesleges; ritkán hasznos, sőt gyakran ártalmas is”. Látta azt a fajta javulást is, mely gyakran spontán ment végbe a páciens saját erőforrásainak köszönhetően.
Pinel hozzáállását az orvosi kezelésmódokhoz a többértelmű, bonyolult és ambivalens jelzőkkel illették. Ragaszkodott hozzá, hogy az új pszichológiai technikákat először mindenképpen próbálják ki.
Azokban az esetekben, melyeket pszichológiailag gyógyíthatatlannak ítéltek meg, Pinel gyógyfürdőt, ópiumot, kámfort és más görcsoldókat alkalmazott, ritkább esetekben köpölyözést is. Gondot fordított a visszaesés megelőzésére is. Pinel gyakran hasonlította a mentális állapotot a test fiziológiás állapotához, vagyis gyakorlatilag elmondható, hogy pszichoszomatikus orvoslást folytatott. Összességében, Pinel olyan organikus eredetű okokra vezette vissza a pszichés megbetegedéseket, melyek a gasztrointesztinális rendszerhez vagy a perifériás idegrendszerhez, még gyakrabban agyi diszfunkciókhoz voltak köthetők. Ez összefüggésben állt Pinel agyi patológiával kapcsolatos felfedezéseivel, melyeket poszt-mortem végzett el pszichiátriai pácienseken és ezek a felfedezések inkább korrelálnak egymással, mintsem, hogy oksági kapcsolatban álljanak.

### Vezetés
Pinel aggódott az ellenőrző hatalom kontrollja és az egyéni szabadság közötti egyensúly fenntartásáért. Megfigyelései alapján úgy vélte, hogy azok a páciensek, akiket a legveszélyesebbnek tartottak, mert elragadtatták őket a gondolataik, sokszor rossz bánásmódban részesültek, és ezt a helyzetet enyhíteni lehetne, ha teret biztosítanak számukra, kedvességet, vigaszt, reményt nyújtanak számukra.
Azok a veszélyek és frusztrációk, melyeket pszichiátriai munkája során tapasztalt, Pinelt arra késztették, hogy nagyobb hangsúlyt fektessen az ápolószemélyzet kiválasztására és szupervíziójára, annak érdekében, hogy létrehozzon egy olyan felügyeleti rendszert, mely a megszorítás és a szabadság normáira épül, mivel ez megkönnyítené a pszichológiai munkájukat. Azt javasolta, hogy a már meggyógyult páciensek közül kerüljenek ki az ápolószemélyzet tagjai, mivel „ők azok, akik a legnagyobb valószínűséggel tartózkodni fognak az embertelen bánásmódtól, nem fognak erőszakot alkalmazni megtorlásul, akik kibírják a fenyegetést, a könyörgést, az ismétlődő panaszkodást, stb. és megtartják merev határozottságukat”.
Pinel hangsúlyozta annak szükségességét is, hogy a vezető legyen "átgondolt, bátor, fizikailag impozáns, és legyen ötletes új taktikák megalkotásában, hogy képes legyen meglágyítani, lenyűgözni másokat" és "legyen elkötelezett egy olyan rend fogalma mellett, mely erőszak nélküli." Megjegyezte, hogy expáciense és intendánsa Pussin mutatta meg neki az utat e tekintetben, és, hogy sok esetben jobb páciensekkel együtt dolgozni. Emellett Pussin segítette új technikák kifejlesztését, mivel részletesebb és nagyobb tapasztalattal rendelkezett a páciensekről.

### Erkölcsi ítéletek
Pinel megfogalmazta jóérzéseit és tiszteletét a páciensek iránt. Pinel elhatárolódott a vallási nézetektől, sőt úgy vélte, hogy a túlzott vallásosság ártalmas lehet.
Azonban néha, erkölcsi álláspontot fogalmazott meg azzal kapcsolatban, hogy ő saját maga mit tart mentálisan egészségesnek és társadalmilag megfelelőnek. Sőt, néha elmarasztaló hangot mutatott olyan dolgok iránt, melyeket személyes hibájának vagy kicsapongásnak tudott be.

## Hatása
Pinelt az általános vélekedés orvosnak tartja, aki bárki másnál nagyobb mértékben alakította át az „őrült” fogalmát, a betegek iránti megértés és gondozás szükségességének beismerésére, megalapítva egy új tudományterületet, melyet pszichiátriának hívunk. Pinel örökségének tekinthető, hogy javultak az elmegyógyintézeten belül a feltételek; a pszichoszociális terápiás megközelítések; a nozológia.
Pinel munkásságára a felvilágosodás kontextusában került sor, és számos más intézkedése humanitárius vonalak mentén megreformálta az elmegyógyintézeteket. Például Vincenzo Chiarugi, az 1780-as években, Olaszországban szintén eltávolította a fémláncokat a páciensekről, de nem élvezte ugyanazt a hírnevet, amit a határozottan humanitárius Pinel, aki egészen a késő 18. századtól -a francia forradalmon át- a 19. század első negyedében fejtette ki tevékenységét.
Franciaországban, Joseph Daquin Chambéry-ben engedélyezte a betegeknek, hogy szabadon mozoghassanak és 1791-ben kiadott egy könyvet, melyben a humanitárius reformokat sürgette. A könyv 1804-es, második kiadását Pinelnek ajánlotta. A mozgalom úgy vált ismertté, mint morális terápia, vagy morális kezelési mód, mely hatással volt az elmegyógyintézetek fejlődésére, illetve a nyugati világban a pszichológiai megközelítésekre is.
Pinel legfontosabb hozzájárulása talán az a megfigyelés és meggyőződés, hogy még olyan betegek esetében is, akiknél úgy látszik, hogy lehetetlen megérteni őket, felfedezhető a józan ész és a racionalitás, illetve megfigyelhető a periodicitás bizonyos külső események hatására. A nagy hatású filozófus Hegel is megdicsérte Pinel munkásságát.
Pinel fogott bele egy új tendenciába: az őrület formáinak diagnosztizálásába, és megfigyelte, hogy előfordul ’delírium nélküli’ (zavarodottság, delúzió, hallucinációk) változata is. Pinel ezt Manie sans délire, Folie raisonnante vagy Folie lucide raisonnante-nak nevezte. Ismertetett olyan eseteket, amikor úgy tűnt, hogy túlterheltek a páciensek az ösztönös, tomboló szenvedélyek miatt, de még mindig normálisak. Ez befolyással bírt az erkölcsi őrület fogalmának megalkotására, amely egy elfogadott diagnózissá vált a 19. század második felében.
Pinel fő pszichiátriai örököse, Esquirol, aki Pinel munkásságára építette és népszerűsítette a rögeszme számos koncepcióját. Pinel humanitárius eredményeit is kiemelte és szinte mitizálta.
Azonban Pinelt bizonyos körökben kritikával illették és elutasították. Egy új generáció született, mely kedvelte a kórbonctant, és kereste a mentális zavarok lokalizációját agysérülések segítségével. Pinel összehasonlító méréseket végzett, melyek során az egyének koponyaméretét vizsgálta. Ellenfelei alátámasztották: a felfedezett tertiarysyphilis oka bizonyos mentális zavar.
A növekvő iparosodás következtében az elmegyógyintézetek túlzsúfoltak lettek és kezdtek elszigetelődni, leromlani. A morális terápia elveit gyakran elhanyagolták a betegekkel együtt. Visszatérő vita volt a pszichológiai-társadalmi elnyomás még akkor is, ha a konkrét fizika erőket el is távolították.
Angliában a 19. század közepétől, az Alleged Lunatics' Friend Society, hirdette meg a morális terápiás megközelítést, melyet „szelídséggel és hízelgéssel, és magánzárkával” értek el; ez embereket úgy kezelve, mint gyerekeket, akiknek nem volt joguk saját döntéseket hozni.
Hasonlóképpen a 20. század közepén, Foucault nagyhatású könyve: Madness and Civilization: A History of Insanity in the Age of Reason, vagy más néven: History of Madness, Pinelre összpontosított Tuke-kal egyetemben. Foucault úgy érvelt, hogy az új megközelítés azt jelentette, hogy a betegeket nem vették figyelembe és verbálisan elszigetelték őket, és a korábbinál sokkal rosszabb helyzetbe kerültek. Arra kényszerítették őket, hogy az őrültet lássák másokban és ezáltal magukat bűnösnek érezzék. Az orvosok, a mögöttes folyamatokra vonatkozó orvosi tudás hiányának ellenére is rendelkeztek azzal a joggal, hogy diagnosztizálják az őrültséget. Foucault is úgy vélte, hogy a Bicêtre-beli betegek jogaira részben olyan forradalmi aggályok hívták fel a figyelmet, mint hogy az ápoltak az önkény és a politikai hatalom miatt, vagy egy lehetséges alternatívaként talán így menekültek az ellenforradalmi meggyanúsítások elől.
Mások azzal érveltek, hogy a Pinelnek és kortársainak manipulációi és kétértelmű „jósága” helyett mégis jobb lett volna a durva erőszak és a „fizikai kezelések”; elismerve ugyanakkor, hogy ezek hatására rosszabbodhat például a depresszió.
Néhányan kritizálták azt a folyamatot, melyre a 20. században került sor, amit Pinel megközelítési módjának visszatéréseként tartanak számon; melynek lényege, hogy ne becsüljék alá azokat az igényeket, hogy a mentálisan beteg embereknek is szükségük van védelemre és gondoskodásra.

## Fordítás
- Ez a szócikk részben vagy egészben a Philippe Pinel című angol Wikipédia-szócikk fordításán alapul.  Az eredeti cikk szerkesztőit annak laptörténete sorolja fel. Ez a jelzés csupán a megfogalmazás eredetét és a szerzői jogokat jelzi, nem szolgál a cikkben szereplő információk forrásmegjelöléseként.